# Wilhelm Ernst Winterhager
Wilhelm Ernst Winterhager (* 28. März 1949 in Hohennauen) ist ein deutscher Historiker der Neueren Geschichte.

## Leben
Wilhelm Ernst Winterhager studierte von 1968 bis 1973 Geschichte und Anglistik in Berlin, Marburg und Philadelphia. Von 1973 bis 1978 war er als Wissenschaftlicher Assistent für Neuere Geschichte an der FU Berlin tätig. 1978 begann er ein Studium der Evangelischen Theologie in Berlin und Uppsala, das er 1982 abschloss. Die Promotion erfolgte 1982 mit einer Dissertation zur dänischen Friedensvermittlung und europäischen Mächtepolitik im Ersten Weltkrieg an der FU Berlin. Von 1983 bis 1989 war Wilhelm Ernst Winterhager als Hochschulassistent für Neuere Geschichte an der FU Berlin tätig. 1993 wurde er im Fach Neuere Geschichte an der FU Berlin mit einer Schrift zu den politischen Hintergründen des Ablassstreites 1516–1518 habilitiert. Danach war er als Oberassistent für Neuere Geschichte an der FU Berlin tätig. Von 1998 bis 2014 hatte Wilhelm Ernst Winterhager eine Professur für Neuere Geschichte mit besonderer Berücksichtigung der Reformationsgeschichte an der Philipps-Universität Marburg inne. Er ist seit 2002 Mitglied der Historischen Kommission für Hessen.

## Publikationen (Auswahl)
Monographien
- Mission für den Frieden. Europäische Mächtepolitik und dänische Friedensvermittlung im Ersten Weltkrieg. Vom August 1914 bis zum italienischen Kriegseintritt Mai 1915. Franz Steiner, Stuttgart 1984 (= Quellen und Studien zu den Friedensversuchen des Ersten Weltkrieges. Bd. 5) (Zugleich Phil. Diss. Berlin 1982).
- Der Kreisauer Kreis. Porträt einer Widerstandsgruppe. Begleitband zu einer Ausstellung der Stiftung Preußischer Kulturbesitz. Mit einer Einführung von Ger van Roon. von Hase und Koehler, Mainz 1985, 2. Auflage (verbesserter Neudruck) 1986.
- Reichspolitik, Ablaßstreit und Luthersache. Anfänge und Hintergründe 1516–1518. Habilitationsschrift, Berlin 1993.
- Der Kreisauer Kreis. Deutscher Widerstand gegen den Nationalsozialismus. Krąg z Krzyżowej. Niemecki ruch oporu przeciw narodowemu socjalizmowi. (Deutsch-polnische Ausgabe. Mit polnischer Übersetzung von Stanislaw Dzida). Katholische Akademie Trier, Trier/Saarbrücken 1998.

Herausgeberschaften
- Der Kreisauer Kreis. Das biographische und genealogische Bild einer Widerstandsgruppe. Bearb. von Jürgen Arndt, Friedrich Wilhelm Euler und Wilhelm Ernst Winterhager. Moltke-Stiftung, Berlin 1984 (Moltke-Almanach. Bd. 1) (Zugleich: Sonderheft der Vierteljahresschrift Der Herold. N.F. Bd. 11).
- Landgraf Philipp der Großmütige 1504–1567. Hessen im Zentrum der Reform 1504–1567. Begleitband zu einer Ausstellung des Landes Hessen. Hrsg. von Ursula Braasch-Schwersmann, Hans Schneider und Wilhelm Ernst Winterhager. Verlag Ph.C.W. Schmidt, Marburg/Neustadt an der Aisch 2004.
- Academia Marburgensis. Beiträge zur Geschichte der Philipps-Universität Marburg. Hrsg. von der Philipps-Universität Marburg durch Theo Schiller, Gerhard Aumüller, Jochen-Christoph Kaiser, Wilhelm Ernst Winterhager. Bd. 8 ff. K.G. Saur Verlag, München 2001 ff.

## Weblink
- Winterhagers Seite an der Universität Marburg (Memento vom 2. April 2009 im Internet Archive)

| Personendaten    | Personendaten                               |
| ---------------- | ------------------------------------------- |
| NAME             | Winterhager, Wilhelm Ernst                  |
| KURZBESCHREIBUNG | deutscher Historiker der Neueren Geschichte |
| GEBURTSDATUM     | 28. März 1949                               |
| GEBURTSORT       | Hohennauen                                  |